# Nam June Paik
Dans ce nom coréen, le nom de famille, Paik, précède le nom personnel.
Nam June Paik est un artiste sud-coréen né le 20 juillet 1932 à Séoul et mort le 29 janvier 2006 à Miami. Il a employé différents médias dans son travail et est considéré comme le premier artiste du mouvement d'art vidéo. Il est notamment lauréat du prix de la culture asiatique de Fukuoka en 1995 et du Prix de Kyoto en 1998.

## Biographie
Nam June Paik est né en Corée, à Séoul, en 1932. Il est le cadet d'une famille de cinq enfants. Son père est propriétaire d'une usine de production textile. Durant sa jeunesse, il apprend le piano. En 1950, Paik et sa famille fuient la Corée en guerre. Ils vont d'abord à Hong Kong avant de s'installer au Japon. Paik entre à l'Université de Tokyo où il suit des études d’esthétique et de musique. Il est diplômé en 1956 avec une thèse sur le compositeur Arnold Schönberg.
La même année, il décide de poursuivre ses études en Allemagne. Il étudie pendant une année avec le compositeur Thrasybulus Georgiades à l'université de Munich. Puis, il continue pendant deux ans avec le compositeur Wolfgang Fortner à l'International Music College à Freiburg. L'été de 1958, il assiste au International Summer Course for New Music (les cours d'été de nouvelle musique) à Darmstadt. C'est là qu'il rencontre Karlheinz Stockhausen. Il travaille avec lui ainsi qu'avec Luigi Nono dans le studio de musique électronique de Radio Cologne.
Durant cette période, Nam June Paik côtoie John Cage et de nombreux artistes de l'époque. Il réalise Zen for Film (1962-1964) un archétype du film Fluxus, présenté au Fluxhall (le loft de George Maciunas situé dans Canal Street à New York). À la fin des années 1960, ces personnages hauts en couleur se regroupent dans le mouvement Fluxus (issu du mouvement dada qui mélange aussi bien la musique, la performance, l’art plastique et l’écriture). Nam June Paik commence alors les actions musicales. Sonate no 1 pour violon solo , est l’une de ses premières performances, il y détruit sur scène des instruments de musique. Ici, il s’agit en l’occurrence d’un violon qu’il brise sur un pupitre . Un geste radical qui incarne la destruction matérielle de la musique traditionnelle.
En 1964, le pape de l’art vidéo s’envole pour New York, capitale de toutes les avant-gardes. Il y rencontre la violoncelliste Charlotte Moorman. La collaboration est un témoin majeur de ce que représente l’art vidéo, il est un tout se confondant avec la technologie. Mêlant ainsi le modernisme à la musique classique (qu’incarne le violoncelle), en scellant le tout par l’acte avant-gardiste que matérialise la performance.
En 2006, Num June Paik meurt à 73 ans d'une crise cardiaque à Miami en Floride.

## Son œuvre

### Fluxus
Durant la fin des années 1950, Nam June Paik rejoint le groupe artistique Fluxus, inspiré par le compositeur John Cage et son usage de bruits et sons ordinaires pour créer sa musique.
1962 il participe au premier festival Fluxus: Fluxus Internationale Festspiele Neuester Musik (festival de musique très nouvelle) qui se déroula dans la salle de concert du Städtisches Museum de Wiesbaden avec George Maciunas, Wolf Vostell, Emmett Williams, Dick Higgins et Benjamin Patterson. Il y "interprète" une "partition" du compositeur LaMonte Young. Elle consistait en l'indication suivante : "Tracez une ligne droite et suivez-là". Paik plonge la tête, les mains et sa cravate dans un bol plein d'encre et de jus de tomate puis les frotte sur une longue bande de papier posée sur le sol.
Entre 1962 et 1967, il réalise plusieurs films pour Fluxus : les Fluxfilms. Le premier, Zen for film, est un archétype du film Fluxus. Il consiste en une bande de pellicule de 16 mm de 8 minutes vierge et non développée. Le film s'inscrit de traces dues à des frottements, à la poussière et d'autres manipulations liées à la projection. Le film expose une durée dont la seule manifestation est l'inscription des altérations du support. En réduisant le cinéma à son élément le plus essentiel : la pellicule vierge, il réalise une expérience minimaliste qui devient le modèle de tous les Fluxfilms ultérieurs. André Habib explore la notion de temporalité et matérialité de cette oeuvre, des questions non immuables, en constante évolution au fil de la projection. Zen for Film opère comme un « collecteur de poussière » où les traces du temps et de l’environnement sont inhérentes à la projection à l’expérience de la projection. Il inscrit cette démarche dans celle d’une réflexion sur l’intermedia de Dick Higgins. Sous l’angle de cette lecture, l’oeuvre n’est pas une simple provocation minimaliste mais devient l’espace d’une réflexion sur les médiums, la réception, et la performance. Zen for Film renouvelle notre expérience face au cinéma et à l’art contemporain.
L’article développe une réflexion philosophique sur la poussière comme métaphore du temps et de l’impermanence. L’auteur fait un parallèle avec d’autres œuvres telles que les White Paintings de Rauschenberg et la composition 4’33 de Cage en soulignant comment ces œuvres rendent visible l’invisible et transforment l’absence en présence.  

### Fondation de l'art vidéo
Dans un de ses premiers travaux, Paik fait son solo "exposition de musique de télévision" en 1963 dans la galerie Parnass de Wuppertal. Il pose treize téléviseurs à même le sol et utilise des aimants pour dérégler et tordre les images. Certains sont posés droits et d'autres de biais. Le but est de perturber la relation habituelle que le spectateur a à son récepteur. Ce sera l'acte de naissance officiel de l'art vidéo.
À New York, en 1965, Nam June Paik fait l'acquisition du Portapak Sony, un des premiers systèmes d'enregistrement de vidéo portable. Il s'en sert pour filmer le cortège pontifical qui descendait la 5e avenue. Il filme le pape dans un taxi et montre le film le soir même dans le café à Go Go, très fréquenté par les artistes. Les ouvrages d'histoire qui s’intéressent à la vidéo considèrent ce film comme la toute première représentation d'art vidéo.
Il devient le porte-parole de cette nouvelle forme d'art. Il déclare "l'art vidéo de demain, c'est l'installation, art du temps et de l'espace absolus, et il faudra posséder le code de lecture de cet art nouveau".

### Synthétiseur Abe-Paik
Durant un voyage au Japon, il rencontre Shuya Abe (ingénieur et spécialiste de la télévision). De 1969 à 1971, ils travaillent ensemble pour fabriquer un synthétiseur vidéo. Il leur permet d'éditer sept vidéos de sources différentes de façon simultanée. Sept caméras sont branchées pour recevoir sept couleurs, chacune percevant une seule couleur. Des réglages sont ajoutés sur l'équipement pour modifier les couleurs et les mélanger.
Son désir était de rendre la vidéo aussi malléable que la peinture. Aucun équipement disponible n'était capable de réaliser ce qu'il appelle fond d'écran vidéo (Video Wallpaper). Paik voit la télé comme la toile d'une nouvelle génération d'artistes électroniques. Le synthétiseur Abe-Paik permet de contaminer le signal vidéo et de le manipuler. C'est la première machine destinée à déformer une vidéo.
Dans son manifeste Versatile Video Synthesizer, Paik explique comment utiliser le synthétiseur en associant les différents réglages à de grands artistes de l'histoire : "Cela va nous permettre de façonner l'écran de télé aussi librement que Picasso, aussi précisément que Léonard [...] /"This will enable us to shape the TV screen as freely as Picasso, as precisely as Léonardo […]"

### La télévision

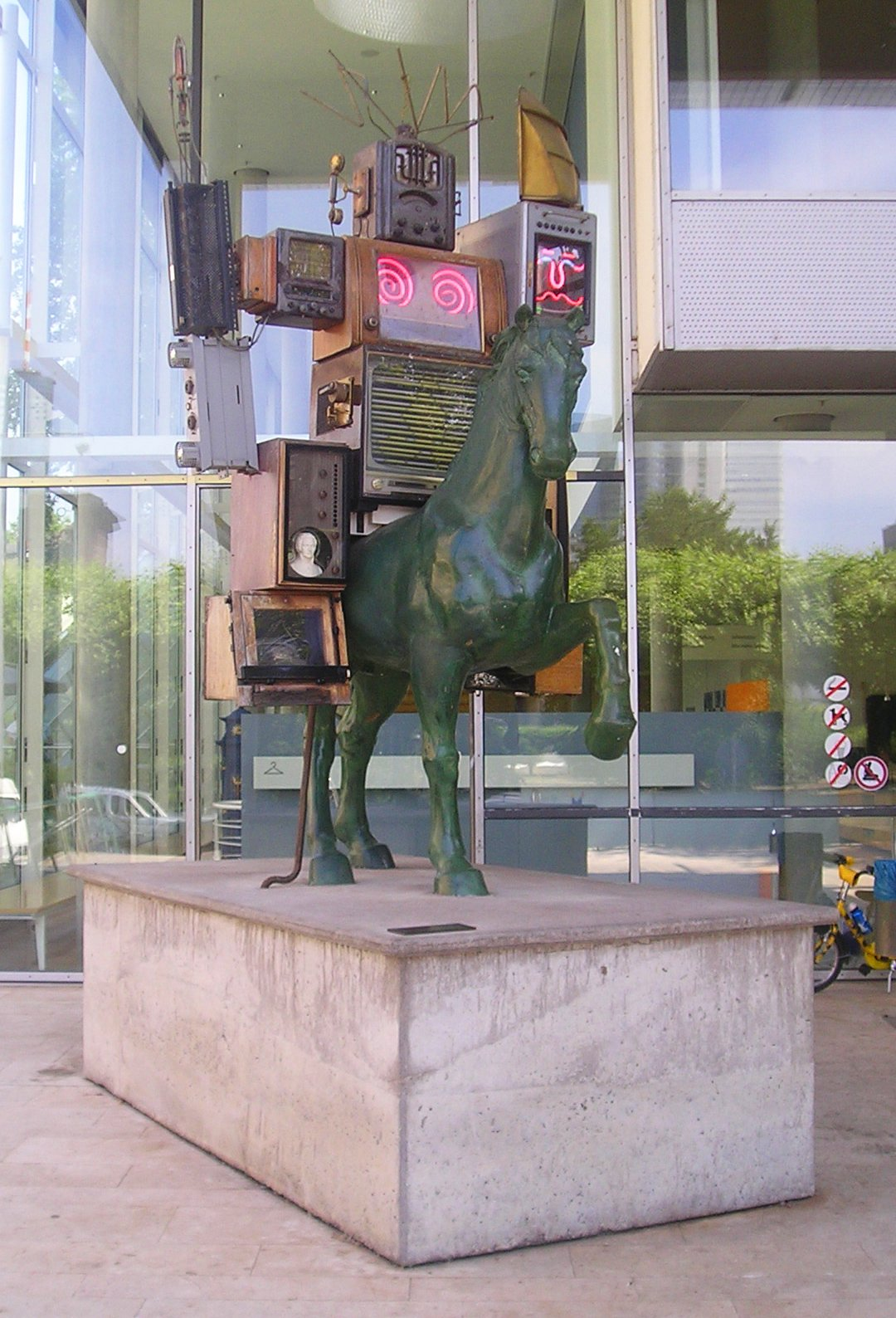
Pre-Bell-Man, Museum für Kommunikation, Francfort-sur-le-Main, Allemagne.

À l'époque de Nam June Paik, la télévision est devenue un objet presque culte dans la société occidentale. Dans plusieurs de ses travaux, il s'en sert pour fabriquer des installations. Il utilise le moniteur en tant qu'objet ready-made qu'il modifie.
En 1964, Paik s'installe à New York. Il rencontre la violoncelliste Charlotte Moorman avec laquelle il va avoir de nombreuses collaborations. Il essaye de combiner vidéo, musique et performance. Dans TV Cello, ils empilent des télévisions les unes sur les autres formant un violoncelle. Moorman conduit son archet sur les télévisions qui diffusent des images la montrant en train d'effectuer cette même action, certaines ayant été préenregistrées et d'autres simultanées.
En 1967, Paik et Moorman sont arrêtés par la police pour s'être produit dans Opera Sextronique. Dans l'œuvre, Moorman, seins nus, faisait courir son archet sur le dos dénudé de Paik, devenu violoncelle.
En 1968, ils produisent TV Bra. Moorman y porte un soutien-gorge avec deux miroirs reflétant les caméras sur son visage.
Dans ces travaux il s'intéresse à l'interprétation et l'écoute traditionnelle de la musique. Il cherche également à faire accepter le sexe comme thématique. Il déclare : "Je voulais agiter les eaux insipides de ces hommes et ces femmes qui interprètent de la musique en habits noirs".
En 1974, Paik réalise une de ses œuvres les plus célèbres : TV Buddha. Une antique statue de Buddha est assise face à une caméra et regarde indéfiniment un écran diffusant sa propre image. Plus tard, durant Projekt74, Paik prend la place de Buddha. Il suggère implicitement l'antithèse entre le transcendantalisme et la technologie tous deux présents dans sa personnalité.
En 1984, Good Morning, M. Orwell est diffusé le jour de l'an sur la chaîne WNET New York devant 25 millions de téléspectateurs. Il s'agit de la première installation satellite réalisée au monde. Il y participe avec les artistes John Cage, Merce Cunningham, Peter Gabriel and Joseph Beuys.
Il multiplie les écrans sur des surfaces parfois monumentales. Dans Electronic Superhighway en 1995. Il se sert de plus de 300 téléviseurs empilés, devant, des néons tracent la carte des États-Unis. L'échelle de l'installation suggère la confrontation de Paik aux États-Unis à son arrivée. Les images passent à grande vitesse sur l'écran comme perçues depuis une voiture. Paik alimente les images par des clips audio de films classiques américains comme Le magicien d'Oz ou Oklahoma. Ainsi, il sous-entend que l'image que l'on se fait des États-Unis est très influencée par le cinéma et la télévision.

### Les robots
Dès 1964, il construit des robots en utilisant des câbles et du métal. Plus tard, il introduit des radios et des télévisions. En 1986, il réalise Family Robot, une famille de robots créée grâce à des téléviseurs empilés. Pour représenter les différentes générations, il joue avec les modèles de moniteurs. Il utilise des télévisions vintage pour les grands-parents et du matériel hightech plus récent pour les enfants.
En 1989, il fait un hommage à la Fée électricité (1937) du peintre Raoul Dufy, au musée d'Art moderne de Paris à l'occasion du bicentenaire de la révolution. Il assemble 200 moniteurs (référence au nombre d'années entre 1789 et 1989) répartis dans la salle ainsi que 5 robots. Chacun représente une figure de la révolution. Le robot le plus célèbre est Olympe de Gouges.

### Quelques-unes de ses œuvres
- Zen for Head, 1962
- Zen for TV, 1963
- La distortion, 1963
- Magnet TV , 1965
- TV Cello, 1963 (avec Charlotte Moorman)
- Opera Sextronique, 1967 (avec Charlotte Moorman)
- TV Bra, 1968 (avec Charlotte Moorman
- Global Groove, 1973
- TV Buddha, 1974
- TV Garden, 1974
- La Famille-Robot, 1986
- One Candle, 1989
- Olympe de Gouges dans La Fée électricité, 1989, Musée d'art Moderne de Paris
- La Madeleine Disco, 1989
- Diderot, 1989
- Voltaire, 1989
- Rousseau, 1989
- Robespierre, 1989
- Two Hats - Two Eyes, 1989, Musée national des beaux-arts du Québec[16]
- Vertical Car, Ga Na Oa Ra Airvvays, 1994, où il utilise des œuvres de l'artiste ghanéen Kane Kwei.
- Powel Crosley Jr 1992
- Miss Rheingold, 1993
- Electronic Superhighway, 1995
- Bakelite robot, 2002

## Anecdote
- Son œuvre « La fée électronique » était au programme du baccalauréat d’arts plastiques français en 2006 (l’année de son décès), en 2007, elle le sera encore et pour la dernière fois lors de la session 2008. Cela ne peut pas être considéré comme un hommage posthume, puisque le choix de cette œuvre a été fait en 2005.

## Cote de l'artiste
L'artiste est collectionné entre autres par le MOMA (New York), la maison Ares Collection (Genève) et le Centre national d'art et de culture Georges-Pompidou (Paris).
Christie's détient le record de vente d'une œuvre de Nam June Paik. C'est à Hong Hong en 2007 que la vente de Wright Brothers (1995) a eu lieu pour $646,896.